# Juliana Pasha

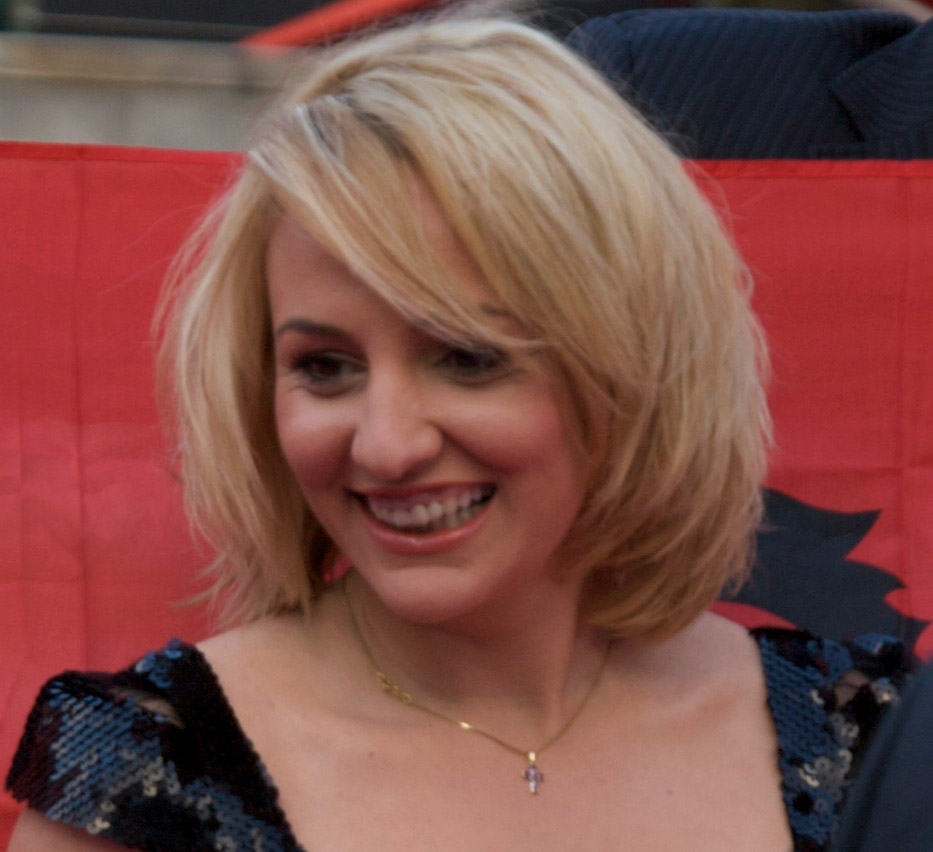
Juliana Pasha

Juliana Pasha (n. 20 mai 1980) este o cântăreață din Albania. A fost născută la Tirana. Ea a câștigat concursul național de determinare a reprezentantului Albaniei la Concursul Muzical Eurovision 2010 în decembrie 2009 și și-a reprezentat statul cu melodia „It's All About You”.